# Жозеф Енанга
Жозеф Енанга (фр. Joseph Enanga, нар. 28 серпня 1958, Дуала) — камерунський футболіст, що грав на позиції півзахисника.
Виступав, зокрема, за «Юніон Дуала», а також національну збірну Камеруну.

## Кар'єра
У дорослому футболі дебютував 1977 року виступами за команду «Юніон Дуала», в якій провів п'ять сезонів.
1982 року перейшов до французького клубу «Сен-Дізьє», за який відіграв 6 сезонів у другому і третьому дивізіоні країни. Завершив кар'єру футболіста виступами за команду у 1988 році.
У складі національної збірної Камеруну був учасником чемпіонату світу 1982 року в Іспанії, але на поле не виходив.